# 纳塔利娅·阿劳若
纳塔利娅·佩雷拉·德阿劳若（葡萄牙語：Natália Pereira de Araújo，1997年4月10日—），巴西女子排球运动员，场上位置是自由人。她曾代表巴西国家队参加2024年夏季奥林匹克运动会女子排球比赛，获得一枚铜牌。